# Celama vanhasselti
Celama vanhasselti är en fjärilsart som beskrevs av Franciscus J.M. Heylaerts 1892. Celama vanhasselti ingår i släktet Celama och familjen trågspinnare. Inga underarter finns listade i Catalogue of Life.